# Europejska Fundacja Praw Człowieka
Europejska Fundacja Praw Człowieka (EFHR), lit. Europos žmogaus teisių fondas, ang. European Foundation of Human Rights, ros. Европейский Фонд Прав Человека – organizacja utworzona w 2010 r. na Litwie w odpowiedzi na wzrost naruszeń praw człowieka, a w szczególności praw mniejszości narodowych w tym kraju.

## Misja i działalność fundacji
Działalność EFHR koncentruje się głównie wokół ochrony i promocji praw mniejszości narodowych zamieszkujących Litwę, a w szczególności mniejszości polskiej. Organizacja od początku swego istnienia zabiega o respektowanie prawa do pisowni imion i nazwisk w języku polskim. Podejmuje także działania mające na celu przeciwdziałanie wszelkim formom dyskryminacji, a także propagowaniem idei praw człowieka w społeczeństwie.
Europejska Fundacja Praw Człowieka powstała w okresie narastającej niepewności prawnej wokół sytuacji mniejszości narodowych na Litwie. Od 2010 r. w tym kraju nie obowiązuje ustawa o mniejszościach narodowych, mimo że Litwa ratyfikowała w 2000 r. Konwencję ramową o ochronie mniejszości narodowych (i to bez jakichkolwiek zastrzeżeń). Podejmowane przez parlament litewski próby uchwalenia odpowiednich przepisów nie przyniosły rezultatów. Z kolei 17 marca 2011 r. przyjęto kontrowersyjne zmiany w ustawie o oświacie, które zdaniem organizacji polskich działających na Litwie ograniczają prawo mniejszości narodowych do pobierania nauki w języku ojczystym. Wydarzenia te stanowiły impuls dla powstania EFHR.
Fundacja udziela bezpłatnych porad prawnych wszystkim osobom, które stały się ofiarą dyskryminacji, przejawów nietolerancji lub uważają, że naruszono ich prawa człowieka. Najwięcej uwagi poświęca sprawom dotyczącym oryginalnej pisowni imion i nazwisk, a także podejmuje działania przeciwko dyskryminacyjnym ofertom pracy. Prowadzi też warsztaty i szkolenia edukacyjne z zakresu ochrony praw człowieka skierowane w szczególności do uczniów szkół z polskim językiem wykładowym. EFHR monitoruje także media i Internet w poszukiwaniu wypowiedzi i komentarzy nawołujących do nienawiści i kieruje wnioski do organów ścigania w celu ukarania autorów takich wypowiedzi. 
Dzięki staraniom Europejskiej Fundacji Praw Człowieka z raportu "Freedom in the World 2013" przygotowanego przez organizację Freedom House w części dotyczącej Litwy usunięto stwierdzenie, że prawa mniejszości etnicznych na Litwie są prawnie chronione. W wyniku zabiegów EFHR tekst zmieniono na "Dyskryminacja mniejszości etnicznych, które stanowią 16% populacji, pozostaje problemem, szczególnie wśród małej romskiej populacji". 